# Hermann Samuel Reimarus

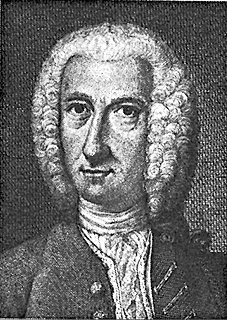
Hermann Samuel Reimarus

Hermann Samuel Reimarus (22 de desembre de 1694, Hamburg - 1768) fou un catedràtic de llengües orientals alemany.

## Biografia
El seu pare era professor i la seva mare pertanyia a una família respectable de la burgesia d'Hamburg. Des del 1708 rep una educació completa a l'escola Hamburger Johanneum, on el seu pare era professor. A partir del 1710 estudià amb el teòleg, llatinista i hel·lenista Johann Albert Fabricius a l'Akademischen Gymnasium.
El 1714, amb dinou anys, es llicencià en teologia, filosofia i llengües orientals a la Universitat de Jena. El 1716, amb l'ajut del seu professor Fabricius, es traslladà a Wittenberg, on obtingué el seu doctorat amb una tesi sobre Lexicologia hebrea i el 1719 hi esdevingué professor adjunt de filosofia.
el 1728, amb el suport del seu antic professor Fabricius, acceptà la càtedra de llengües orientals a l'Akademischen Gymnasium d'Hamburg i es casà, aquell mateix any, amb la filla de Fabricius, Johanna Friederike.
Durant quaranta anys Reimarus romangué al seu càrrec de rector. Durant aquest període escrigué una sèrie d'escrits filològics, teològics i filosòfics, es convertí en una persona prominent i respectada, es mogué en els cercles il·lustrats i feu contactes amb personalitats importants de la seva època.

## Obra
El 1734 acabà la traducció i comentaris del Llibre de Job que Johann Adolf Hoffmann havia iniciat anteriorment. El 1754 publicà la seva obra filosòfica Die vornehmsten Wahrheiten der natürlichen Religion (Les veritats de la religió natural), seguits de Vernunftlehre als eine Anweisung zum richtigen Gebrauch der Vernunft in der Erkenntnis der Wahrheit així com Consideracions Generals en els instints dels animals.
La seva obra més important és Apologie oder Schutzschrift für die vernünftigen Verehrer Gottes, escrita entre el 1736 i el 1768, en paral·lel al seu treball oficial, però que no s'atreví a publicar-la en vida. Després de la seva mort, el famós escriptor Gotthold Ephraim Lessing, amic dels seus fills i bibliotecari a la Biblioteca Herzog-August de Wolfenbüttel, entre el 1774 i el 1778 publicà en una revista de la biblioteca, lliure de censura, petits fragments de Die Apologie sota el títol Fragmente eines Ungenannten. Per protegir la família Reimarus, apareixien els escrits com a anònims. N'arribà a publicar set fragments, fins que foren prohibits per les autoritats.
No fou fins al 1814 quan Albert, el fill de Reimarus, llegà el manuscrit complet de Die Apologie a la biblioteca d'Hamburg, i se'n descobrí la identitat de l'autor. No arribaren, però, a publicar-se completament fins al 1972.

## Obres
- Abhandlungen von den vornehmsten Wahrheiten der natürlichen Religion (1754)
- Die Vernunftlehre, als eine Anweisung zum richtigen Gebrauch der Vernunft in der Erkenntnis der Wahrheit (1756)
- Allgemeine Betrachtungen über die Triebe der Thiere, hauptsächlich über ihre Kunsttriebe. Zum Erkenntniss des Zusammenhanges der Welt, des Schöpfers und unser selbst. (1760)
- Apologie oder Schutzschrift für die vernünftigen Verehrer Gottes (Escrita entre 1735-1767/68 i publicada completa per primera vegada el 1972 per Gerhard Alexander. Im Insel-Verlag (Frankfurt).)
- Kleine gelehrte Schriften. Vorstufen zur Apologie oder Schutzschrift für die vernünftigen Verehrer Gottes. Editat per Wilhelm Schmidt-Biggemann. Publicación de Joachim-Jungius-Gesellschaft der Wissenschaften Hamburg 79. Vandenhoeck & Ruprecht, Göttingen 1994. (656 pp.) ISBN 3-525-86270-9
- Abhandlungen von den vornehmsten Wahrheiten der natürlichen Religion Cinquena edició (704 p.)